# Phryxe nigrita
Phryxe nigrita là một loài ruồi trong họ Tachinidae.